# Julie McCullough
Julie Michelle McCullough (Honolulu, 30 januari 1965), is een Amerikaanse actrice, model en stand-upkomediante.

## Biografie
McCulloughs ouders scheidden toen ze vier jaar oud was en haar moeder trouwde na een jaar met een marinier. McCullough heeft ook een oudere broer. Ze groeide op in verschillende staten, waaronder North Carolina, West Virginia, Florida, Louisiana, Missouri, Texas, Nevada en Californië. Ook woonde ze in Canada en Italië. Zij beschouwt zichzelf als zuidelijk Amerikaans. Ze bezocht de highschool in Poplar Bluff in de staat Missouri en in Allen (Texas).
McCullough begon met modellenwerk na de highschool, toen ze in Texas woonde. Ze werd benaderd door een fotograaf van Playboy, die haar vroeg te poseren. Ze poseerde in vier nummers van het tijdschrift (feb. 1985, feb. 1986, sept. 1986 en okt. 1989). In 2004 leende ze haar stem aan de videogame Playboy: The Mansion.
McCullough begon met acteren in 1987 met de televisieserie Who's the Boss?. Hierna speelde zij rollen in televisieseries en televisiefilms als Growing Pains (1989–1990), Drexell's Class (1991–1992), The Drew Carey Show (1995) en Relic Hunter (2000). Zij speelde tien afleveringen in Growing Pains voordat ze ontslagen werd, dit omdat de hoofdrolspeler Kirk Cameron haar kwalijk nam dat ze naakt poseerde in Playboy.
McCullough begon in 2006 met optreden in stand-upcomedyclubs.
McCullough was van 2001 tot eind 2003 getrouwd.

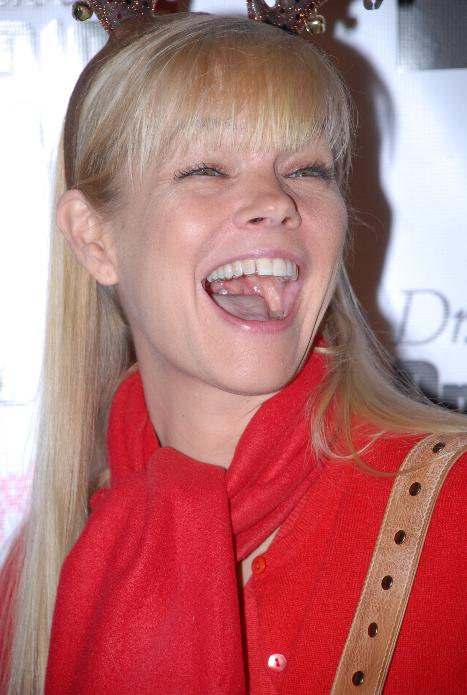
Julie McCullough

## Filmografie

### Films
- 2020: A Wrestling Christmas Miracle - als Kitty Kat
- 2019: A Karate Christmas Miracle - als Elizabeth
- 2019: The Savant - als rechter Bossie
- 2018: Untogether - als drugsverslaafde bij bushalte
- 2018: The Joke Thief - als komiek
- 2016: Hospital Arrest – dr. Lynn Joyner
- 2015: Sharknado: Heart of Sharkness – Julie
- 2013: Sharknado – Joni Waves
- 2012: Gila! – Vera
- 2011: 2012: Ice Age – Teri Hart
- 2009: A Letter to Dad – Annie
- 2008: Jack Rio – gastvrouw
- 2004: West from North Goes South – droommeisje
- 2000: Intrepid – Shannon
- 1999: Me and Will – Stacey
- 1997: Breast Men – receptioniste
- 1997: Top of the World – Ginger
- 1996: Echo of Blue – Kathleen Randolph
- 1994: The St. Tammany Miracle – Kimberly
- 1994: In the Living Years – Annie
- 1993: The Baby Doll Murders – Betty Maglia
- 1993: Arly Hanks – Jay-Lee
- 1992: Round Trip to Heaven – Lucille Johnson
- 1991: Revenge of the Nerds – cheerleader
- 1990: Without Her Consent – Claire Sugarman
- 1988: The Blob – Susie
- 1987: Big Bad Mama II – Polly McClatchie

### Televisieseries
Uitgezonderd eenmalige gastrollen.
- 1999 Pacific Blue – Carol Best - 2 afl.
- 1996-1997 High Tide – Meg Kelsey - 2 afl.
- 1995 The Drew Carey Show – Peaches - 2 afl.
- 1994-1995 Robin's Hoods – Stacey Wright - 22 afl.
- 1991-1992 Drexell's Class – Rosie - 3 afl.
- 1989-1990 Growing Pains – Julie Costello - 11 afl.
- 1990 Mary - golden girls

- Bibliothèque nationale de France: cb14205163f (data)
- International Standard Name Identifier: 0000 0001 1445 3754
- Library of Congress Control Number: nr98004133
- Virtual International Authority File: 59295181
- WorldCat: E39PBJg4h4FCwtRTdKvQxXmcfq